# NGC 4454
NGC 4454 est une galaxie lenticulaire située dans la constellation de la Vierge. NGC 4454 a été découverte par l'astronome germano-britannique William Herschel en 1784.

## Caractéristiques
NGC 4454 présente une large raie HI.

### Distance
Sa vitesse par rapport au fond diffus cosmologique est de2 756 ± 26 km/s, ce qui correspond à une distance de Hubble de 40,7 ± 2,9 Mpc (∼133 millions d'al).
À ce jour, deux mesures non basées sur le décalage vers le rouge (redshift) donnent une distance de 31,350 ± 6,152 Mpc (∼102 millions d'al), ce qui est à l'extérieur des valeurs de la distance de Hubble. Notons cependant que c'est avec la valeur moyenne des mesures indépendantes, lorsqu'elles existent, que la base de données NASA/IPAC calcule le diamètre d'une galaxie et qu'en conséquence le diamètre de NGC 4454 pourrait être d'environ 29,6 kpc (∼96 500 al) si on utilisait la distance de Hubble pour le calculer.

### Morphologie
NGC 4454 a été utilisée par Gérard de Vaucouleurs comme une galaxie de type morphologique (R)SAB(r)0/a dans son atlas des galaxies.

## Galaxies satellites
Le relevé astronomique SAGA destiné à la recherche de galaxies satellites en orbite autour d'une autre galaxie a permis de confirmer la présence de quatre galaxies satellites pour NGC 4454.